# Laramie
För Laramie County, Wyoming, vars huvudort är Cheyenne, se Laramie County. Ej att förväxla med Fort Laramie i Goshen County.
Laramie, historiskt även Laramie City, är en stad (city) i Albany County i delstaten Wyoming, USA med 30 816 invånare vid 2010 års folkräkning. Laramie är administrativ huvudort (county seat) i Albany County. 
Staden är historiskt känd för sin roll i Vilda västerns historia under 1860-talet. Laramie är idag Wyomings tredje största stad och dess enda universitetsstad med säte för University of Wyomings huvudcampus med omkring 13 400 studenter (2009), samt högskolorna Laramie County Community College och Wyoming Technical Institute.

## Geografi
Laramie ligger 41 miles (66 km) väster om delstatens huvudstad Cheyenne och 113 miles (182 km) norr om Denver i Colorado. Staden ligger på 2 184 meters höjd över havet, mellan bergsmassiven Snowy Range och Laramie Range, vid Laramie River, en biflod till North Platte River.

## Historia
Namnet Laramie togs från den fransk-kanadensiska pälsjägaren Jaques La Ramee, som försvann spårlöst i de närbelägna Laramie Mountains i slutet av 1810-talet. La Ramee var en av de första européerna att utforska området. Många andra platser och geografiska objekt i östra Wyoming, bland annat floden Laramie River som rinner genom staden, Laramie Mountains, Fort Laramie och Laramie County, är uppkallade efter La Ramee (vanligen med stavningen Laramie), och staden var därför känd som Laramie City under sina första decennier.
Laramie uppstod som en tältstad i mitten på 1860-talet, strax norr om Fort Sanders i närheten av Overland Trail, en större öst-västlig led genom de glesbefolkade västliga territorierna. Staden var mellan maj och augusti 1868 den västliga ändstationen på Union Pacifics avsnitt av den transamerikanska järnvägen, innan järnvägen byggdes vidare västerut. Stadens tidiga år präglades av laglöshet och har givit upphov till en rik flora av vilda västern-historier.
Laramie skrev bara några år efter stadens grundande politisk historia i USA som föregångare för kvinnors jämställdhet, då Wyomingterritoriet 1869 blev det första amerikanska territoriet eller delstaten att tillåta kvinnlig rösträtt, och Laramie var den första staden i världen där kvinnor gjorde jurytjänst 1870. I september samma år blev också stadens lokalval det första i USA där kvinnor kunde rösta i allmänna val.
Guvernören Francis E. Warren skrev 1886 under beslutet om att grunda University of Wyoming i Laramie. I delstaten Wyomings konstitution nämns uttryckligen att universitetets säte är staden Laramie.
Staden fick negativ publicitet över hela världen 1998, när studenten Matthew Shepard misshandlades till döds, på grund av sin homosexuella läggning. Fallet uppmärksammades runt om i världen och ledde till en diskussion om huruvida brott mot homosexuella skulle falla in under hatbrottslagen i USA; detta lagstiftades också sedermera om på federal nivå, men inte i delstaten Wyoming. Fallet skildras i filmen The Laramie Project (2002) av Moisés Kaufman, som är baserad på en teaterpjäs från 2000 om fallet.

## Kultur och sevärdheter

### Årliga evenemang
Laramie Jubilee Days firas sedan 1940, till minne av Wyomings upptagande som USA:s 44:e delstat 10 juli 1890. Festivalen har sedan starten vuxit till att omfatta en gatufestival som firas flera dagar i anslutning till USA:s nationaldag 4 juli. Festivalen har bland annat livemusik, rodeouppträdanden, en parad, gatumarknad och tivoli.

### Museer
Universitetets geologiska museum är öppet för allmänheten och har mer än 50 000 föremål i sina samlingar, bland annat med en dinosauriefossilutställning. Universitetets konstmuseum har utställningar, föreläsningar, workshops, kurser och offentliga guidningar. Laramie Plains Museum är inrymt i Ivinson Mansion i centrala Laramie. Wyoming Children's Museum and Nature Center har interaktiva utställningar som riktar sig till barn från 3 års ålder.

### Musik
The Fine Arts Concert Hall ligger på universitetets campus och har ett omfattande konsertprogram. 

### Bibliotek
Albany Countys offentliga centralbibliotek ligger nära stadens centrum. Det centrala universitetsbiblioteket, William Robertson Coe Library, har omfattande samlingar inom bland annat företagsekonomi, utbildning, konstvetenskaper, naturvetenskap, humaniora och samhällsvetenskap, samt audiovisuella medier och myndighetshandlingar. Brinkerhoff Geology Library är specialiserat inom geologi, geofysik, naturgeografi, gruv- och oljegeologi, samt geologisk ingenjörskonst. Andra bibliotek knutna till universitetet är George W. Hooper Law Library, Rocky Mountain Herbarium Library och American Heritage Center.

### Historiska byggnader
I staden Laramie är sammanlagt 21 byggnader och platser upptagna i National Register of Historic Places.
- Wyoming Territorial Penitentiary är Wyomingterritoriets historiska fängelse från 1800-talet, med utställningar om fängelsets och samhällets 1800-talshistoria.
- Stadens historiska stadskärna med 1800-talsbebyggelse
- Ivinson Mansion med trädgård
- Universitets gamla huvudbyggnad, Old Main
- Ladan vid Oxford Horse Ranch
- Bath Ranch
- Bath Row
- Charles E. Blair House
- John D. Conley House
- Cooper Mansion
- East Side School
- Fort Sanders Guardhouse
- William Goodale House
- Lehman-Tunnell Mansion
- Lincoln School
- Richardson's Overland Trail Ranch
- St. Matthew's Cathedral Close
- St. Paulus-kyrkan
- Historiska järnvägsvagnar för vintertrafik
- Union Pacific Athletic Club
- Vee Bar Ranch Lodge

## Kommunikationer
Staden ligger vid motorvägen Interstate 80/U.S. Route 30, som till stor del följer den transkontinentala järnvägens sträckning i öst-västlig riktning. I nord-sydlig riktning går även U.S. Route 287.
Järnvägen genom Laramie är sedan 1860-talet del av Union Pacifics öst-västliga stambana. Stadens station trafikeras idag endast av godstrafik och sidolinjen härifrån mot Centennial, Wyoming och Coalmont, Colorado är nedlagd.
Flygplatsen Laramie Regional Airport (IATA-kod: LAR) har dagliga förbindelser till Denver International Airport med SkyWest Airlines.